# 1re étape du Tour de France 1999
Pour un article plus général, voir Tour de France 1999.
La 1re étape du Tour de France 1999 s'est déroulée le dimanche 4 juillet 1999. Elle part de Montaigu et arrive à Challans.

## Parcours
La première étape du Tour de France 1999, longue de 209 kilomètres, se dispute dans le département de la Vendée et relie Montaigu à Challans. Elle comporte une difficulté de quatrième catégorie, la côte du Mont-Mercure.

## La course
Le Français Thierry Gouvenou mène la première échappée du Tour 1999, en parcourant 114 kilomètres en solitaire. Repris à 16 km de l'arrivée, le Belge Ludo Dierckxsens contre-attaque, mais il est lui aussi repris peu avant l'arrivée. La victoire revient à l'Estonien Jaan Kirsipuu, membre de l'équipe Casino, qui s'impose au sprint devant Tom Steels et Erik Zabel. Grâce à cette victoire, sa première sur le Tour de France, il s'empare du maillot vert.

## Classement de l'étape
| \| Classement de l'étape \| Classement de l'étape \| Classement de l'étape \| Classement de l'étape \| Classement de l'étape \| \| Coureur \| Coureur \| Pays \| Équipe \| Temps \| \| --------------------- \| --------------------- \| --------------------- \| ------------------------------ \| --------------------- \| \| 1er \| Jaan Kirsipuu \| Estonie \| Casino \| 4 h 56 min 18 s \| \| 2e \| Tom Steels \| Belgique \| Mapei-Quick Step \| + 0 s \| \| 3e \| Erik Zabel \| Allemagne \| Deutsche Telekom \| + 0 s \| \| 4e \| Stuart O'Grady \| Australie \| Crédit Agricole \| + 0 s \| \| 5e \| Silvio Martinello \| Italie \| Polti \| + 0 s \| \| 6e \| Jimmy Casper \| France \| La Française des jeux \| + 0 s \| \| 7e \| Nicola Minali \| Italie \| Cantina Tollo-Alexia Alluminio \| + 0 s \| \| 8e \| George Hincapie \| États-Unis \| US Postal Service \| + 0 s \| \| 9e \| François Simon \| France \| Crédit Agricole \| + 0 s \| \| 10e \| Christophe Moreau \| France \| Festina-Lotus \| + 0 s \| |                   |            |                                |                 |
| |                   |            |                                |                 |
| |                   |            |                                |                 |
| Classement de l'étape |                   |            |                                |                 |
| Coureur | Coureur           | Pays       | Équipe                         | Temps           |
| 1er | Jaan Kirsipuu     | Estonie    | Casino                         | 4 h 56 min 18 s |
| 2e | Tom Steels        | Belgique   | Mapei-Quick Step               | + 0 s           |
| 3e | Erik Zabel        | Allemagne  | Deutsche Telekom               | + 0 s           |
| 4e | Stuart O'Grady    | Australie  | Crédit Agricole                | + 0 s           |
| 5e | Silvio Martinello | Italie     | Polti                          | + 0 s           |
| 6e | Jimmy Casper      | France     | La Française des jeux          | + 0 s           |
| 7e | Nicola Minali     | Italie     | Cantina Tollo-Alexia Alluminio | + 0 s           |
| 8e | George Hincapie   | États-Unis | US Postal Service              | + 0 s           |
| 9e | François Simon    | France     | Crédit Agricole                | + 0 s           |
| 10e | Christophe Moreau | France     | Festina-Lotus                  | + 0 s           |

## Classement général
Après cette première étape en ligne, l'Américain Lance Armstrong (US Postal Service) conserve le maillot jaune de leader devant le Suisse Alex Zülle (Banesto) et l'Espagnol Abraham Olano (ONCE-Deutsche Bank). Avec sa victoire d'étape, l'Estonien Jaan Kirsipuu (Casino) fait son entrée dans le top 10 à la 6e place à seize secondes du leader.
| \| Classement général \| Classement général \| Classement général \| Classement général \| Classement général \| \| Coureur \| Coureur \| Pays \| Équipe \| Temps \| \| ------------------ \| -------------------- \| ------------------ \| ------------------ \| ------------------ \| \| 1er \| Lance Armstrong \| États-Unis \| US Postal Service \| DQ \| \| 2e \| Alex Zülle \| Suisse \| Banesto \| + 7 s \| \| 3e \| Abraham Olano \| Espagne \| ONCE-Deutsche Bank \| + 11 s \| \| 4e \| Christophe Moreau \| France \| Festina-Lotus \| + 15 s \| \| 5e \| Chris Boardman \| Royaume-Uni \| Crédit Agricole \| + 16 s \| \| 6e \| Jaan Kirsipuu \| Estonie \| Casino \| + 16 s \| \| 7e \| Rik Verbrugghe \| Belgique \| Lotto-Mobistar \| + 18 s \| \| 8e \| Stuart O'Grady \| Australie \| Crédit Agricole \| + 20 s \| \| 9e \| Alexandre Vinokourov \| Kazakhstan \| Casino \| + 21 s \| \| 10e \| Santos González \| Espagne \| ONCE-Deutsche Bank \| + 21 s \| |                      |             |                    |        |
| |                      |             |                    |        |
| |                      |             |                    |        |
| Classement général |                      |             |                    |        |
| Coureur | Coureur              | Pays        | Équipe             | Temps  |
| 1er | Lance Armstrong      | États-Unis  | US Postal Service  | DQ     |
| 2e | Alex Zülle           | Suisse      | Banesto            | + 7 s  |
| 3e | Abraham Olano        | Espagne     | ONCE-Deutsche Bank | + 11 s |
| 4e | Christophe Moreau    | France      | Festina-Lotus      | + 15 s |
| 5e | Chris Boardman       | Royaume-Uni | Crédit Agricole    | + 16 s |
| 6e | Jaan Kirsipuu        | Estonie     | Casino             | + 16 s |
| 7e | Rik Verbrugghe       | Belgique    | Lotto-Mobistar     | + 18 s |
| 8e | Stuart O'Grady       | Australie   | Crédit Agricole    | + 20 s |
| 9e | Alexandre Vinokourov | Kazakhstan  | Casino             | + 21 s |
| 10e | Santos González      | Espagne     | ONCE-Deutsche Bank | + 21 s |

## Classements annexes
| Classement par points | Classement par points | Classement par points | Classement par points | Classement par points |
| Coureur               | Coureur               | Pays                  | Équipe                | Points                |
| --------------------- | --------------------- | --------------------- | --------------------- | --------------------- |
| 1er                   | Jaan Kirsipuu         | Estonie               | Casino                | 39 pts                |
| 2e                    | Stuart O'Grady        | Australie             | Crédit Agricole       | 30 pts                |
| 3e                    | Tom Steels            | Belgique              | Mapei-Quick Step      | 30 pts                |
| 4e                    | Erik Zabel            | Allemagne             | Deutsche Telekom      | 28 pts                |
| 5e                    | Christophe Moreau     | France                | Festina-Lotus         | 24 pts                |

| Classement par points | Classement par points | Classement par points | Classement par points | Classement par points |
| Coureur               | Coureur               | Pays                  | Équipe                | Points                |
| --------------------- | --------------------- | --------------------- | --------------------- | --------------------- |
| 1er                   | Jaan Kirsipuu         | Estonie               | Casino                | 39 pts                |
| 2e                    | Stuart O'Grady        | Australie             | Crédit Agricole       | 30 pts                |
| 3e                    | Tom Steels            | Belgique              | Mapei-Quick Step      | 30 pts                |
| 4e                    | Erik Zabel            | Allemagne             | Deutsche Telekom      | 28 pts                |
| 5e                    | Christophe Moreau     | France                | Festina-Lotus         | 24 pts                |

| Classement de la montagne | Classement de la montagne | Classement de la montagne | Classement de la montagne | Classement de la montagne |
| Coureur                   | Coureur                   | Pays                      | Équipe                    | Points                    |
| ------------------------- | ------------------------- | ------------------------- | ------------------------- | ------------------------- |
| 1er                       | Mariano Piccoli           | Italie                    | Lampre-Daikin             | 8 pts                     |
| 2e                        | Laurent Brochard          | France                    | Festina-Lotus             | 5 pts                     |
| 3e                        | Dimitri Konyshev          | Russie                    | Mercatone Uno-Bianchi     | 4 pts                     |
| 4e                        | Sergio Barbero            | Italie                    | Mercatone Uno-Bianchi     | 1 pt                      |

| Classement de la montagne | Classement de la montagne | Classement de la montagne | Classement de la montagne | Classement de la montagne |
| Coureur                   | Coureur                   | Pays                      | Équipe                    | Points                    |
| ------------------------- | ------------------------- | ------------------------- | ------------------------- | ------------------------- |
| 1er                       | Mariano Piccoli           | Italie                    | Lampre-Daikin             | 8 pts                     |
| 2e                        | Laurent Brochard          | France                    | Festina-Lotus             | 5 pts                     |
| 3e                        | Dimitri Konyshev          | Russie                    | Mercatone Uno-Bianchi     | 4 pts                     |
| 4e                        | Sergio Barbero            | Italie                    | Mercatone Uno-Bianchi     | 1 pt                      |

| Classement du meilleur jeune | Classement du meilleur jeune | Classement du meilleur jeune | Classement du meilleur jeune | Classement du meilleur jeune |
| Coureur                      | Coureur                      | Pays                         | Équipe                       | Temps                        |
| ---------------------------- | ---------------------------- | ---------------------------- | ---------------------------- | ---------------------------- |
| 1er                          | Rik Verbrugghe               | Belgique                     | Lotto-Mobistar               | 5 h 04 min 38 s              |
| 2e                           | Christian Vande Velde        | États-Unis                   | US Postal Service            | + 5 s                        |
| 3e                           | Benoît Salmon                | France                       | Casino                       | + 14 s                       |
| 4e                           | Magnus Bäckstedt             | Suède                        | Crédit Agricole              | + 15 s                       |
| 5e                           | Mario Aerts                  | Belgique                     | Lotto-Mobistar               | + 17 s                       |

| Classement du meilleur jeune | Classement du meilleur jeune | Classement du meilleur jeune | Classement du meilleur jeune | Classement du meilleur jeune |
| Coureur                      | Coureur                      | Pays                         | Équipe                       | Temps                        |
| ---------------------------- | ---------------------------- | ---------------------------- | ---------------------------- | ---------------------------- |
| 1er                          | Rik Verbrugghe               | Belgique                     | Lotto-Mobistar               | 5 h 04 min 38 s              |
| 2e                           | Christian Vande Velde        | États-Unis                   | US Postal Service            | + 5 s                        |
| 3e                           | Benoît Salmon                | France                       | Casino                       | + 14 s                       |
| 4e                           | Magnus Bäckstedt             | Suède                        | Crédit Agricole              | + 15 s                       |
| 5e                           | Mario Aerts                  | Belgique                     | Lotto-Mobistar               | + 17 s                       |

| Classement par équipes | Classement par équipes | Classement par équipes | Classement par équipes |
| Équipe                 | Équipe                 | Pays                   | Temps                  |
| ---------------------- | ---------------------- | ---------------------- | ---------------------- |
| 1re                    | US Postal Service      | États-Unis             | 15 h 13 min 51 s       |
| 2e                     | ONCE-Deutsche Bank     | Espagne                | + 4 s                  |
| 3e                     | Crédit Agricole        | France                 | + 19 s                 |
| 4e                     | Festina-Lotus          | France                 | + 20 s                 |
| 5e                     | Banesto                | Espagne                | + 21 s                 |

| Classement par équipes | Classement par équipes | Classement par équipes | Classement par équipes |
| Équipe                 | Équipe                 | Pays                   | Temps                  |
| ---------------------- | ---------------------- | ---------------------- | ---------------------- |
| 1re                    | US Postal Service      | États-Unis             | 15 h 13 min 51 s       |
| 2e                     | ONCE-Deutsche Bank     | Espagne                | + 4 s                  |
| 3e                     | Crédit Agricole        | France                 | + 19 s                 |
| 4e                     | Festina-Lotus          | France                 | + 20 s                 |
| 5e                     | Banesto                | Espagne                | + 21 s                 |